# 源常
源 常（みなもと の ときわ）は、平安時代初期の公卿。嵯峨天皇の皇子（嵯峨第三源氏）。官位は正二位・左大臣、贈正一位。東三条左大臣とも呼ばれる。

## 経歴
弘仁5年（814年）に兄の信・弘と共に源朝臣姓を賜与され臣籍降下する。
淳和朝の天長5年（828年）弘と同時に無位から従四位下に直叙され、常は兵部卿に任ぜられる。天長7年（830年）再び弘と同時に昇叙されて従四位上となるが、翌天長8年（831年）正月に三階昇進して従三位に叙せられ、嵯峨源氏兄弟の中でいち早く公卿に列す。同年7月に信が参議に任ぜられて公卿に加わるが、翌天長9年（832年）常は21歳の若さで参議を経ずに中納言に昇進し、その後は嵯峨源氏の筆頭格として先頭を切って順調に昇進していく。
天長10年（833年）仁明天皇の即位に伴って正三位に叙せられると、承和4年（837年）左近衛大将、承和5年（838年）大納言に任ぜられ、20歳代半ばにして左大臣・藤原緒嗣と右大臣・藤原三守に次いで太政官の第三位の席次まで昇る。承和7年（840年）右大臣・藤原三守の薨去により、常がその後任として右大臣兼東宮傅（皇太子は恒貞親王）となる。この年に発行された格11通のうち過半を占める6通で常が上卿を務め、一上であった左大臣・藤原緒嗣を凌いで実質的な筆頭公卿としての職責を果たしている。承和8年（841年）従二位。
承和9年（842年）承和の変が発生し、恒貞親王が皇太子を廃されると共に多数の春宮坊官人が処罰されるが、東宮傅の常は難を逃れ、さらには新皇太子・道康親王の東宮傅に任ぜられている。承和10年（843年）には桓武朝末から長きに亘り公卿に列していた左大臣・藤原緒嗣が没し、常は32歳にして太政官の首班に立ち、その後10年にあまりにわたってその地位を占め、兄弟の信・定・弘と共に嵯峨源氏として朝廷の一大政治勢力をなした。この間の承和11年（844年）左大臣に昇進している。また仁明朝では、承和7年（840年）に完成した『日本後紀』の編纂にも携わった。
嘉祥3年（850年）文徳天皇の即位後に正二位に叙せられた。仁寿4年（854年）6月13日薨去。享年43。最終官位は左大臣正二位。没後、正一位の位階を贈られた。

## 人物
素行が落ち着いていて物事に動じず、風神のように静爽としているとして、他の皇子と比べて、父・嵯峨天皇から特に寵愛されたという。身のこなしが優雅で、言論も穏やかであった。人材を見抜くのに優れ、才能の士を推引し、讒侫の徒を遠ざけ、「丞相の器」と評された。
漢詩作品が『経国集』に採録されているほか、歌人としても『古今和歌集』にその詠歌を載せる。

## 官歴
注記のないものは『六国史』による。
- 弘仁5年（814年） 5月8日：臣籍降下（源朝臣）、貫付左京一条一坊[6]
- 天長5年（828年） 正月24日：従四位下（直叙）
- 天長7年（830年） 6月4日：従四位上。日付不詳：兵部卿
- 天長8年（831年） 正月4日：従三位（越階）
- 天長9年（832年） 11月2日：中納言[7]
- 天長10年（833年） 3月6日：正三位。10月23日：賜山城国綴喜郡空閑地5町
- 承和4年（837年） 6月23日：兼左近衛大将
- 承和5年（838年） 正月10日：大納言
- 承和7年（840年） 8月8日：右大臣。8月22日：兼東宮傅（東宮・恒貞親王）
- 承和8年（841年） 11月20日：従二位
- 承和9年（842年） 7月24日：停東宮傅（恒貞親王廃太子）[7]。8月4日：兼皇太子傅（皇太子・道康親王）
- 承和11年（844年） 7月2日：左大臣
- 嘉祥3年（850年） 4月17日：正二位
- 仁寿4年（854年） 6月13日：薨去（左大臣正二位）。6月14日：贈正一位[7]

## 系譜
『尊卑分脈』による。
- 父：嵯峨天皇
- 母：飯高宅刀自 - 更衣、飯高岳足の娘
- 生母不明の子女
  - 男子：源興（828年 - 872年）
  - 男子：源頴（? - 879年）
  - 男子：源直（830年 - 899年）
  - 男子：源相
  - 男子：源備
- 養子女
  - 男子：源啓（829年 - 869年）

常の姻戚関係は明らかでないが、「長谷寺霊験記」において藤原雄友の孫娘との姻戚関係を伝える説話があるほか、生母の飯高氏を介しての藤原三守との関係に対する指摘もある。